# Летниця
Ле́тниця (болг. Летница) — місто в Ловецькій області Болгарії. Адміністративний центр общини Летниця.

## Населення
За даними перепису населення 2011 року у місті проживали 2665 осіб.
Національний склад населення міста:
| Національність   | Кількість осіб | Відсоток |
| ---------------- | -------------- | -------- |
| болгари          | 2002           | 86,5%    |
| цигани           | 111            | 4,8%     |
| турки            | 32             | 1,4%     |
| інша             | 156            | 6,7%     |
| не визначились   | 14             | 0,6%     |
| Всього відповіли | 2315           |          |

Розподіл населення за віком у 2011 році:
Динаміка населення: